# Fritz Schumacher

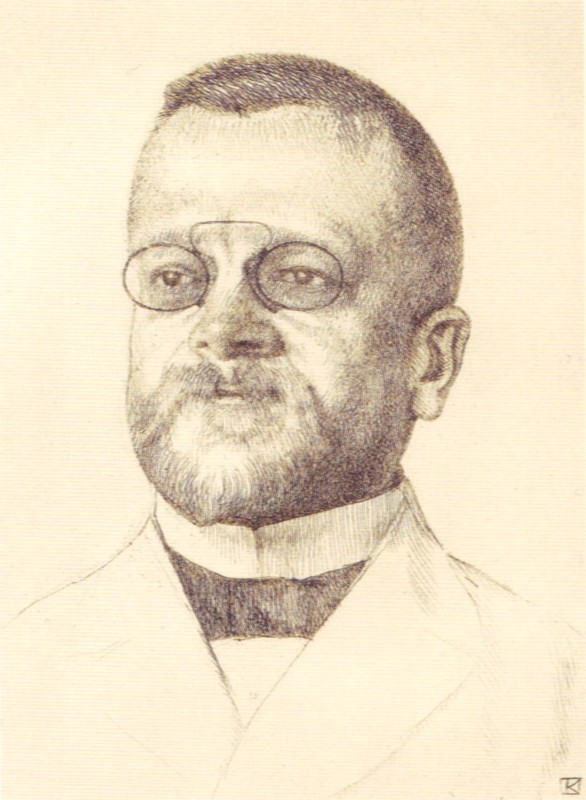
Fritz Schumacher, Radierung von Leopold von Kalckreuth (1916)

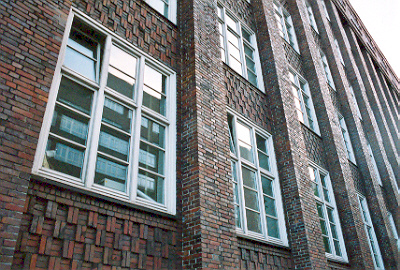
Finanzbehörde am Gänsemarkt: Fassade schräg aufwärts

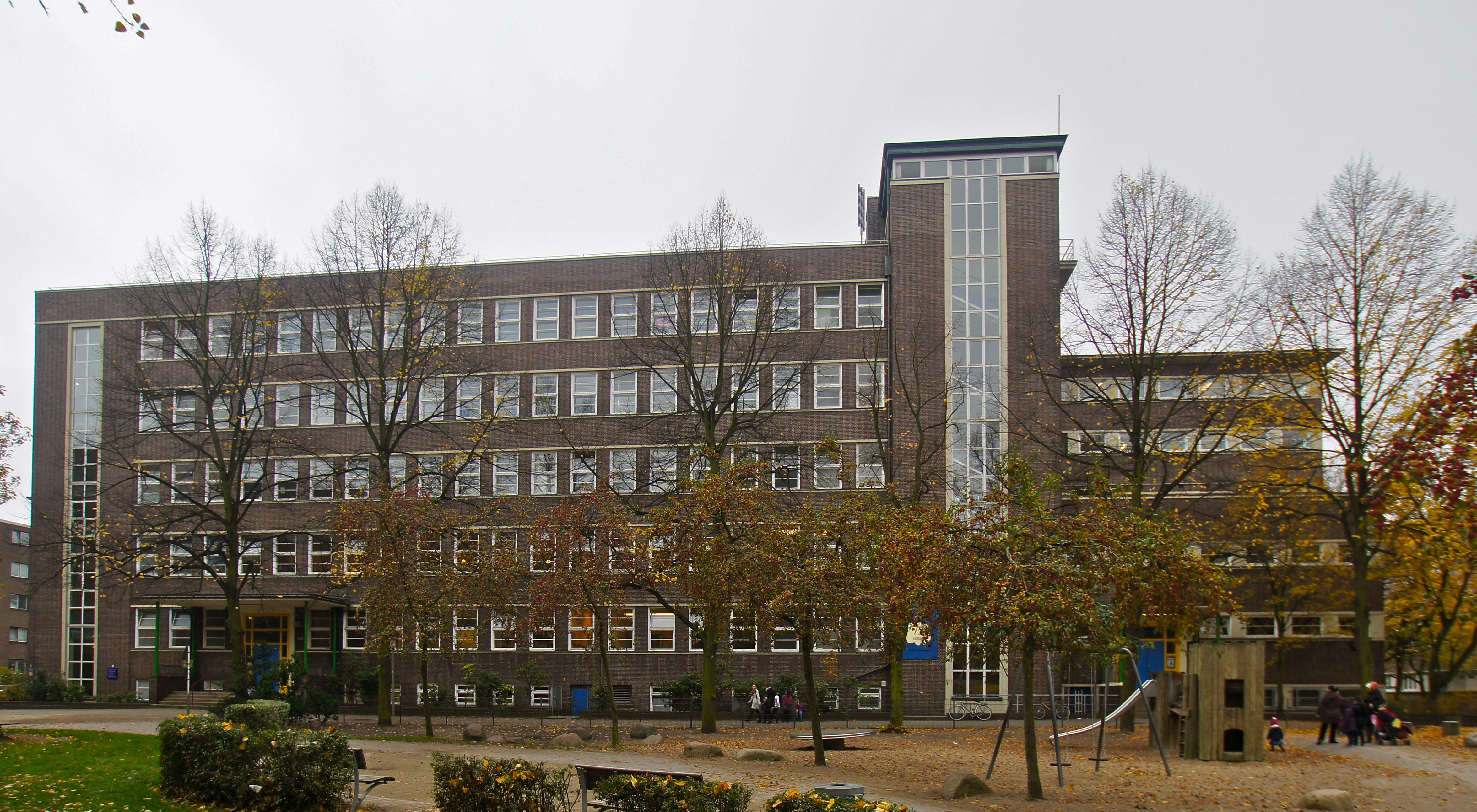
Volksschule Slomanstieg auf der Veddel

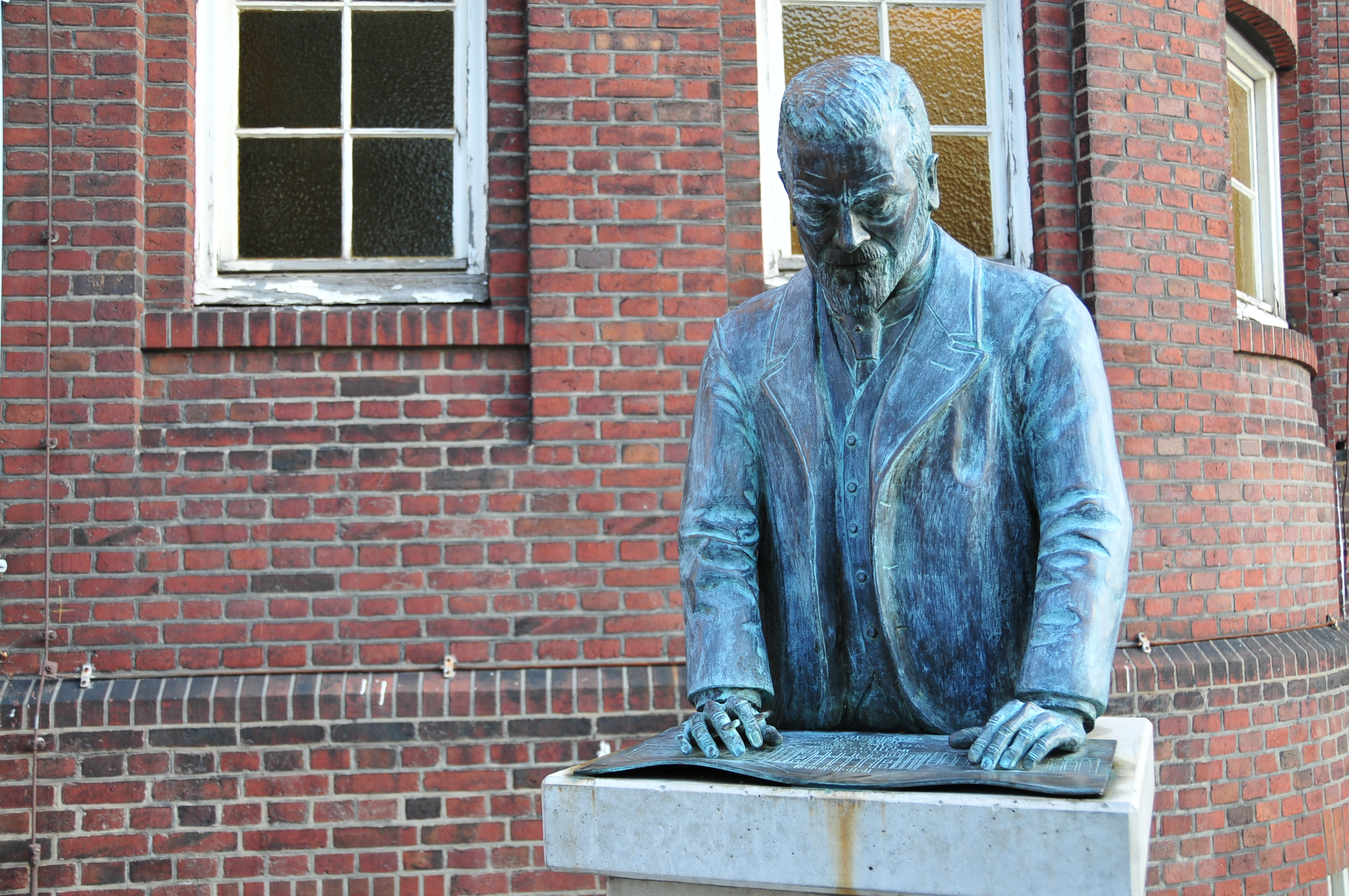
Fritz-Schumacher-Statue im Universitätsklinikum Hamburg-Eppendorf (UKE)

Fritz Schumacher (* 4. November 1869 in Bremen; † 5. November 1947 in Hamburg; vollständig Friedrich Wilhelm Schumacher) war ein deutscher Architekt, Stadtplaner, Baubeamter und Hochschullehrer, der von 1909 bis 1933 als Oberbaudirektor in Hamburg wirkte. Er war Mitbegründer des Deutschen Werkbundes und Förderer der neuzeitlichen Backstein-Bauweise in Norddeutschland.

## Biografie

### Jugend und Ausbildung
Fritz Schumacher war der Sohn des Juristen, Historikers und Syndicus der Handelskammer Bremen Hermann Albert Schumacher und der Bruder des Nationalökonomen Hermann Schumacher. Der Vater war Ministerresident des Deutschen Reiches in Bogotá und New York. Nach seiner Kindheit kehrte die Familie 1883 nach Bremen zurück. Er besuchte das Alte Gymnasium in Bremen. Sein Schulfreund war der spätere Historiker Karl Ludwig Hampe. Der Bremer Architekt Friedrich Schumacher war sein Cousin.
Schumacher studierte von 1889 bis 1896 an der Technischen Hochschule München zuerst Mathematik und Naturwissenschaften und wechselte schließlich zur Architektur, unter anderem bei Friedrich von Thiersch.

### Architekt und Hochschullehrer
Seinen beruflichen Einstieg fand Schumacher im Büro des Münchner Architekten Gabriel von Seidl, der ihn bereits während seines Studiums zeitweilig in die Mitarbeitergruppe aufnahm und nach dem Studienabschluss anstellte. Dadurch kam er zweimal mit dem Projekt des Bayerischen Nationalmuseums in Berührung. Fritz Schumacher fand dabei in der Zusammenarbeit mit Seidl, einem exponierten Vertreter des Historismus, große Freude. Besonders schätzte der junge Architekt die Maßgabe seines Arbeitgebers, das Aufgreifen historischer Epochen innerhalb der Architektur des neuen Nationalmuseums durch die jeweils zeitgerechte Formensprache und Stimmung umzusetzen.
In der Münchner Zeit kam Schumacher mit Ferdinand von Miller und dem Kunstsammler Alexander Günther zusammen. Für Günther übernahm er selbständig Aufgaben zur Umgestaltung in dessen Schloss (Schloss Prösels) in Tirol und späterem Wohnsitz am Gardasee. Er unterstützte ihn zwischen 1895 und 1898 finanziell bei seinen Studienreisen.
Im Jahr 1896 nahm er durch Empfehlung von Theodor Fischer im Stadtbauamt Leipzig unter der Leitung von Hugo Licht seine Tätigkeit auf, die bis 1901 andauerte. Hier kam Schumacher mit Friedrich Naumann und dessen Reformgedanken für die Gesellschaft zusammen und war Mitglied verschiedener reformorientierter Gruppen. Während der Weimarer Republik stand er der Deutschen Demokratischen Partei nahe. Das freundschaftliche Verhältnis mit Max Klinger brachte ihn schnell mit avantgardistischen Kreisen von Leipzig in Verbindung. Die sich zunehmend konfliktreich entwickelnde Zusammenarbeit mit seinem Vorgesetzten Hugo Licht beförderte seine Abkehr vom Historismus. Das von Licht innerhalb eines Wettbewerbes geplante, anonym ausgewählte und daraufhin errichtete Neue Rathaus in Leipzig bezeichnete Schumacher in einem Brief an seinen Bruder als „scheußliches Werk“, das er mit mehreren Verbesserungsvorschlägen beeinflussen konnte. Diese Kontroverse war in einen aktuellen kunstkritischen Diskurs eingebettet, zu dem Schumacher 1899 mit einem eigenen Theaterstück Phantasien in Auerbachs Keller beitrug. Dessen Aufführung diente dem Festspiel anlässlich des 25-jährigen Jubiläums des Kunstgewerbemuseums in Leipzig. Dabei band er die Rollen des Faust und Mephisto in einen Disput über Aspekte der modernen Kunst ein. Kontakte mit Leipziger Verlegern ermunterten Schumacher zu Entwürfen für die Buchgestaltung und Exlibris, von denen 1901 ausgewählte Arbeiten im Deutschen Buchgewerbe-Museum gezeigt wurden.

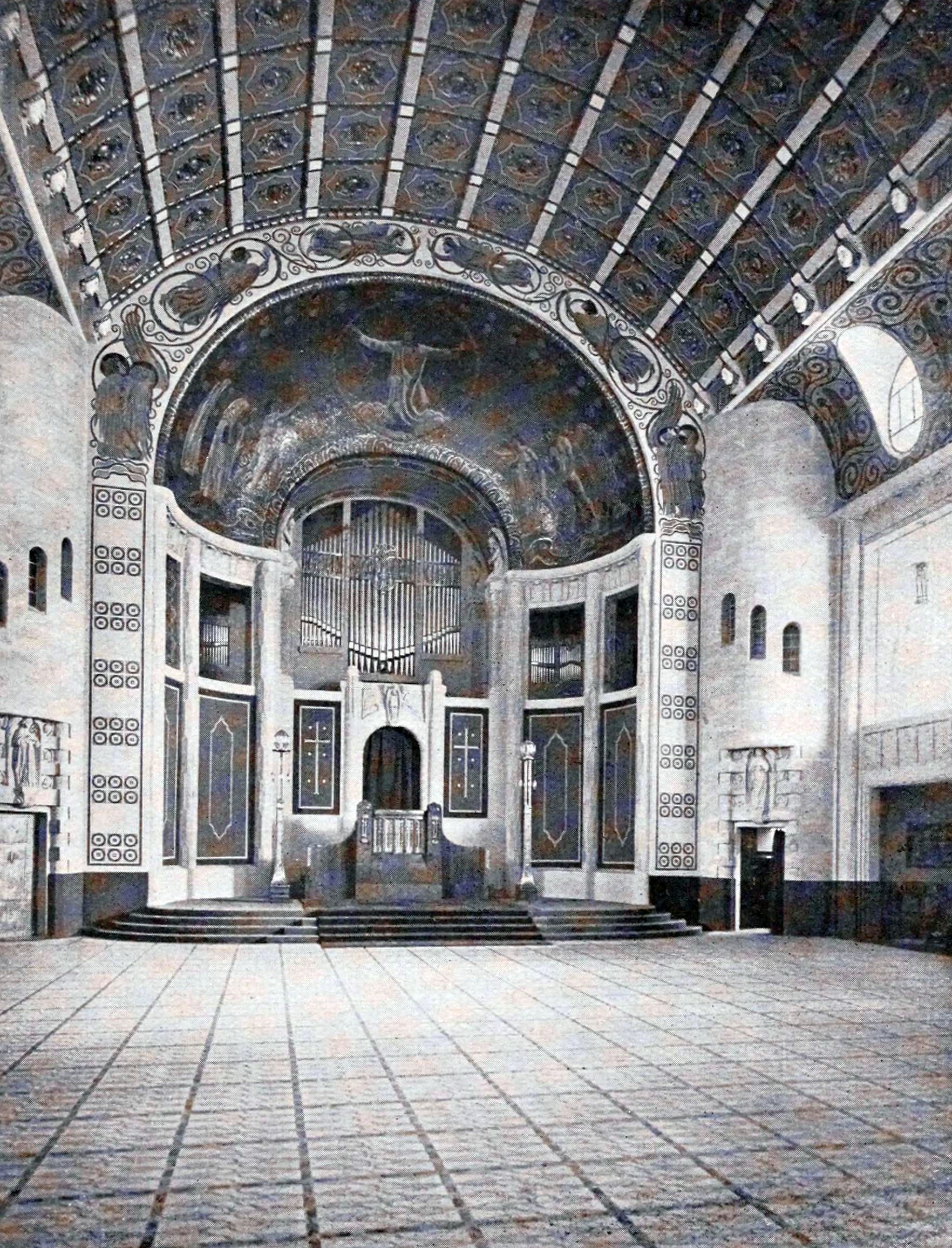
Entwurf einer „modernen protestantischen Kirche“ auf der Dritten deutschen Kunstgewerbe-Ausstellung Dresden 1906

Im Jahr 1901 wurde er als Professor an die Technische Hochschule Dresden berufen – ein Amt, das er bis 1909 ausübte. Schumachers Tätigkeit als Hochschullehrer an der Hochbau-Abteilung der Technischen Hochschule und seine Begeisterung für John Ruskins kulturkritische Impulse veranlassten ihn mit Überlegungen und einem Beitrag zur Revision der Rolle des Architekten in seiner Gesellschaft. Während seiner Dresdner Professur war Schumacher an der Gründung des Städtebauseminars beteiligt. Aus diesen Erfahrungen beschrieb er 1916 rückschauend, zu diesem Zeitpunkt bereits in Hamburg als Baudirektor tätig, die Architekturentwicklung des 19. Jahrhunderts als eine Periode singulär hervortretender Werke, wonach sich jedes für sich „in einer Art Verteidigungsstellung gegen seine Umgebung zu behaupten“ bestrebt war. Diese Auffassung verband Schumacher mit der Forderung nach einer besseren Berücksichtigung städtebaulicher Zusammenhänge, die er um 1916 bereits als sich vollziehende Veränderungen wahrnahm. Seiner Meinung nach sind „an die Bildung des Architekten bedeutsame neue Anforderungen“ gestellt, die Aufgaben als Volkswirt und architektonischer Regisseur erforderlich machen. Die großen Herausforderungen an jeden verantwortungsvoll gestalteten Bebauungsplan, besonders im Bereich der Großstädte, bestehen in der harmonischen Verknüpfung von volkswirtschaftlichen und architektonischen Zielen.

„Es [das Kulturideal] ist ein anderes geworden; in der Epoche der Großstadt und der Maschinen wird es gefärbt von sozialen und wirtschaftlichen Forderungen; Warenhaus, Kleinwohnungsanlage, Volksschule und Fabrik sind nicht mit der aristokratischen Formenwelt der Antike zu lösen, höchstens die rhythmischen Werte ihres abgeklärten Wesens können uns Wegweiser werden. Für die großen sozialen Organisationen unserer Zeit mußten wir den Ausdruck finden. Eine Kunst, die für das Volk schafft, wird unsere nächste Aufgabe ihrem Inhalte nach sein, und das ideale Ziel, das hinter dieser Aufgabe steht, wird sein, nicht nur eine Kunst für das Volk, sondern eine Kunst des Volkes langsam daraus zu entwickeln.“

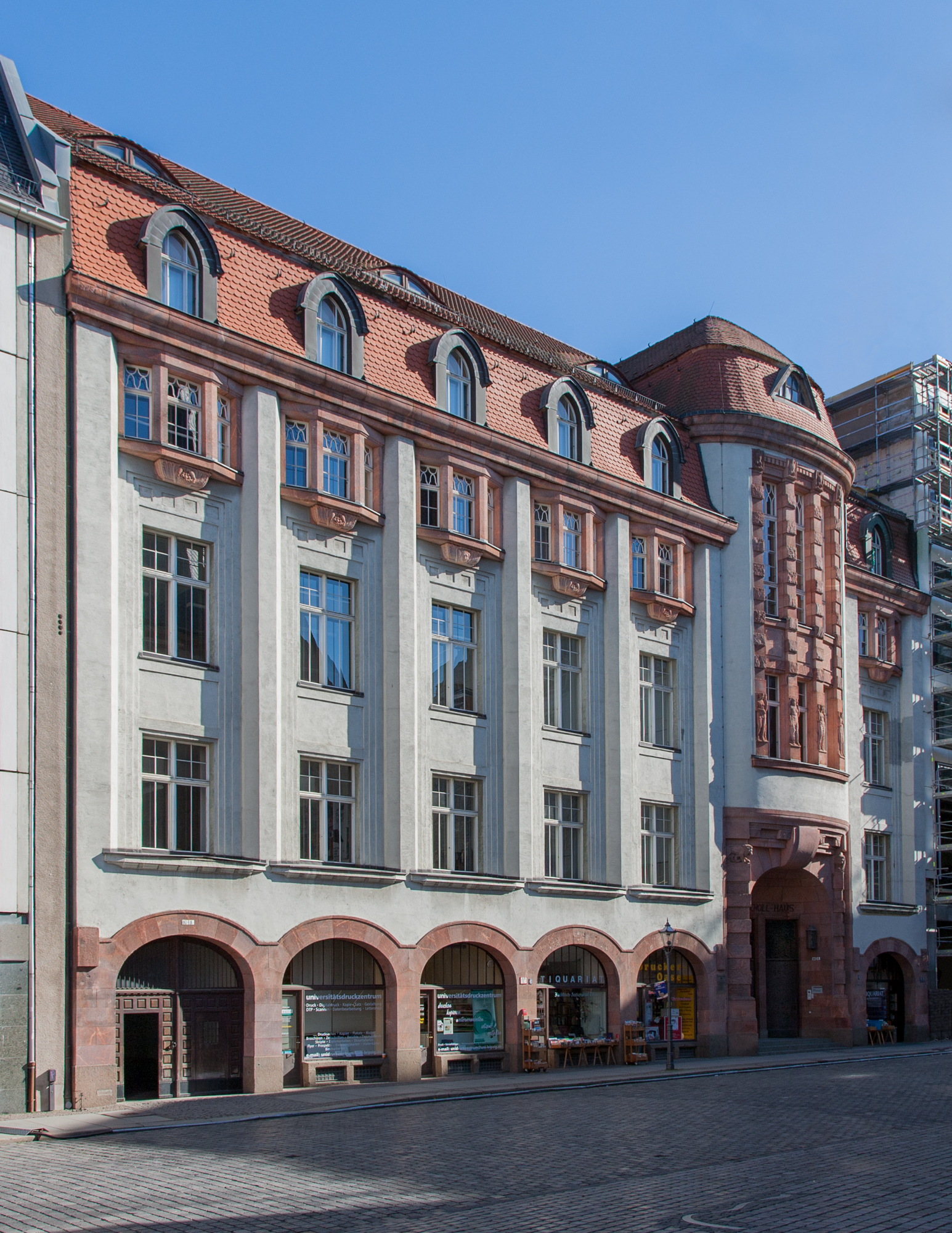
Das Geschwister-Scholl-Haus in Leipzig, erste deutsche Handelshochschule, erbaut 1910

Neben seiner Tätigkeit als Hochschullehrer konnte er deutschlandweit einige Privatwohnhäuser realisieren. Viele seiner Entwürfe entstanden in seiner Freizeit und am Wochenende. Er schrieb sehr viel und äußerte sich zu verschiedenen Themen der Stadtplanung und Architektur. In seiner Zeit in Hamburg traf er auf erörterungsfreudige Zeitgenossen und diskutierte seine Entwürfe. Für ihn stellte das Bauen einen wesentlichen Beitrag zur Reform der Kunst und damit des Lebens überhaupt dar.
Schumacher war gemeinsam mit Hermann Muthesius, Friedrich Naumann und Henry van de Velde Initiator und Mitbegründer des Deutschen Werkbundes und hielt die Eröffnungsrede zur Gründungsversammlung am 5. Oktober 1907. Das 1910 von ihm fertiggestellte Gebäude für die erste deutsche Handelshochschule (das heutige Geschwister-Scholl-Haus) in Leipzig ist ein herausragendes Beispiel seiner Auffassung von Reformarchitektur. Als konservativer Vertreter der Reformarchitektur stand er den weiteren Entwicklungen kritisch gegenüber und bemängelte am aus der Werkbund-Idee heraus entstandenen Bauhaus dessen „‚Konstruktionsfanatismus‘ einer neuen Sachlichkeit“. Dennoch gehörte auch Schumacher in den 1920er Jahren, insbesondere mit seinen funktionalistischen Hamburger Schulbauten, zu den Vertretern des Neuen Bauens und propagierte eine moderate, an regionalen Traditionen orientierte Moderne.
Schumacher war sein ganzes Leben auch dem Theater sehr zugetan. Neben dem Stück Phantasien in Auerbachs Keller inszenierte er 1908 in Dresden den Hamlet.

### Wirken für Bremen
In Bremen bewarb er sich 1908/1909 für den Bau des neuen Rathauses, einen Auftrag, den sein erster Arbeitgeber Gabriel von Seidl nach einem beschränkten Wettbewerb erhielt. 1908 gestaltete er das Franziusdenkmal an der Weserbrücke in Bremen. Noch einmal konnte er von 1925 bis 1930 für eine Mitarbeit an der Stadt- und Landesplanung für Bremen gewonnen werden. Hierbei verhinderte er einen Straßendurchbruch am Bischofstor.

### Berufung nach Hamburg
Nach der Choleraepidemie von 1892 entschloss sich der Hamburger Senat unter Bürgermeister Mönckeberg, das Gängeviertel in der östlichen Altstadt abzureißen und großzügig neu zu gestalten. Zu diesen Maßnahmen zählt der Bau der Mönckebergstraße, deren Verlauf der bereits 1901 vorgeschlagenen Trasse der U-Bahn zwischen Rathausmarkt und Hauptbahnhof entspricht. Im Rahmen der Citybildung als Folge der wachsenden Bedeutung des Handels nach dem Zollanschluss Hamburgs bestand außerdem ein wachsender Bedarf an Büroräumen in modernen Kontorhäusern. Im bisherigen Gängeviertel dominierten kleinere Betriebe und vor allem Wohnungen der Arbeiter. Neben dem Bedarf für eine zeitgemäße Verkehrsanbindung des Zentrums befriedigten vor allem die neu errichteten Geschäftshäuser, nahezu alle ohne Wohnungen konzipiert, den Bedarf des frühen 20. Jahrhunderts an Büroräumen. Es war auch ein Ziel aller Beteiligten, Hamburgs Stadtbild seiner Größe und Wirtschaftskraft entsprechend zu verschönern.
Hamburg war auf dem Wege zur Großstadt und der Senat suchte jemanden mit einem entsprechenden Weitblick als Stadtplaner. Schumacher stellte sich auf die besonderen Anforderungen ein, die Stadt war sich hierüber aber im klaren und wählte gezielt keinen Verwaltungsexperten, sondern einen Künstler. Beim Amtsantritt standen 31 Neubauten und neun Umbauten an. Sein Vorgänger Carl Johann Christian Zimmermann hatte sich bereits seit einigen Jahren auf reine Entwurfstätigkeiten zurückgezogen. Albert Erbe, der Zimmermann vertreten hatte und sich für die Stelle beworben hatte, wechselte schließlich 1911 nach Essen.
1908 erfolgte die Berufung zum Baudirektor und Leiter des Hochbauwesens in Hamburg, wo er die Stelle am 1. September 1909 antrat. Seine Bauten dieser ersten Hamburger Phase adaptierten lokale Vorbilder der Baugeschichte und wirkten insbesondere mit der werkgerechten Verwendung des Klinkers prägend. Zu den Bauten aus dieser Zeit zählen das Tropeninstitut (1910–1914), die Hochschule für bildende Künste am Lerchenfeld (1911–1913), das Johanneum (1912–1914), das Fritz-Schumacher-Haus (Gebäude N 30) im Universitätsklinikum Hamburg-Eppendorf, das jetzige Medizinhistorisches Museum am Universitätsklinikum Hamburg-Eppendorf (1913) mit dem Sektionssaal von 1926 und das Museum für Hamburgische Geschichte (1914–1923).

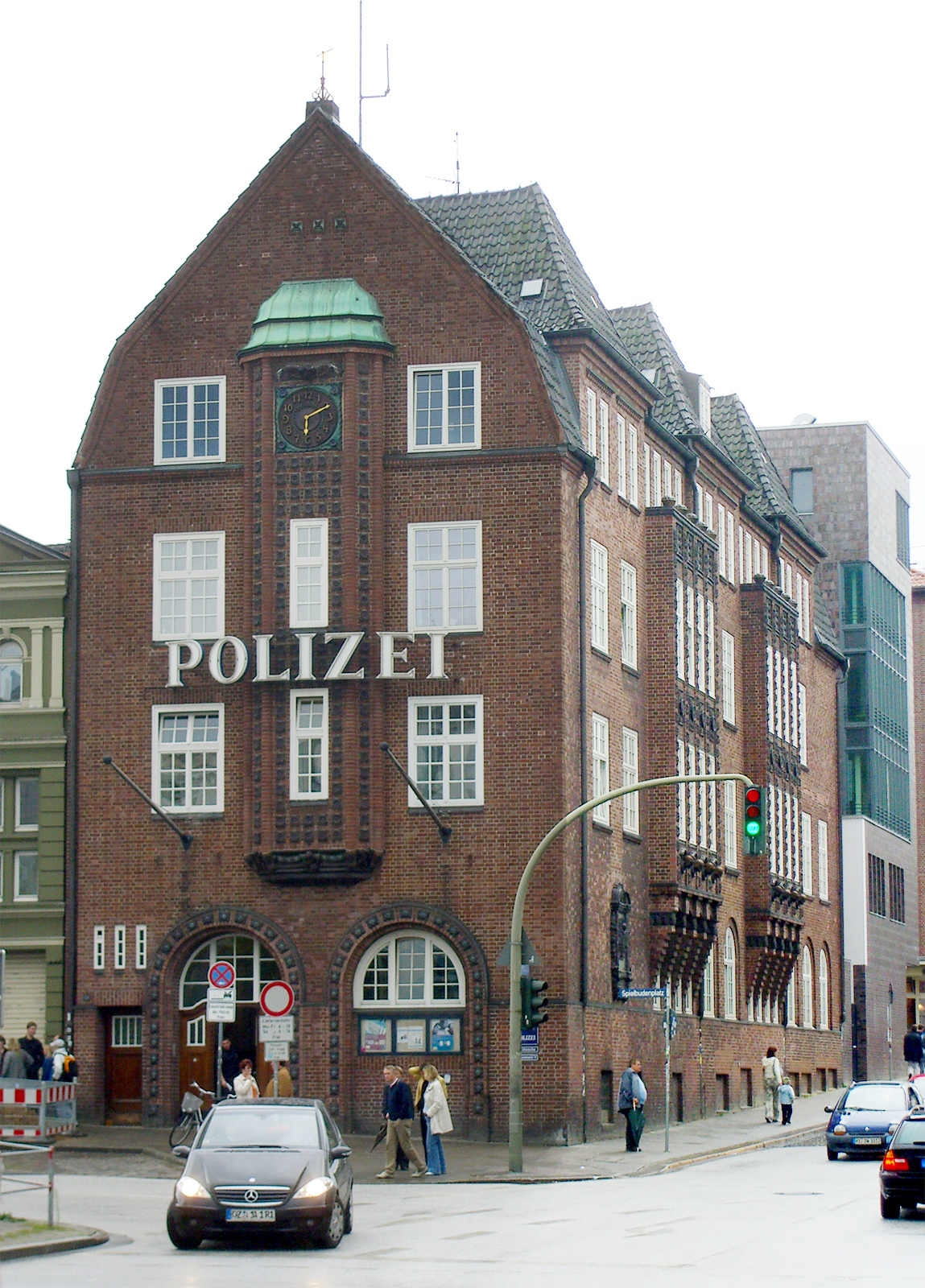
Davidwache

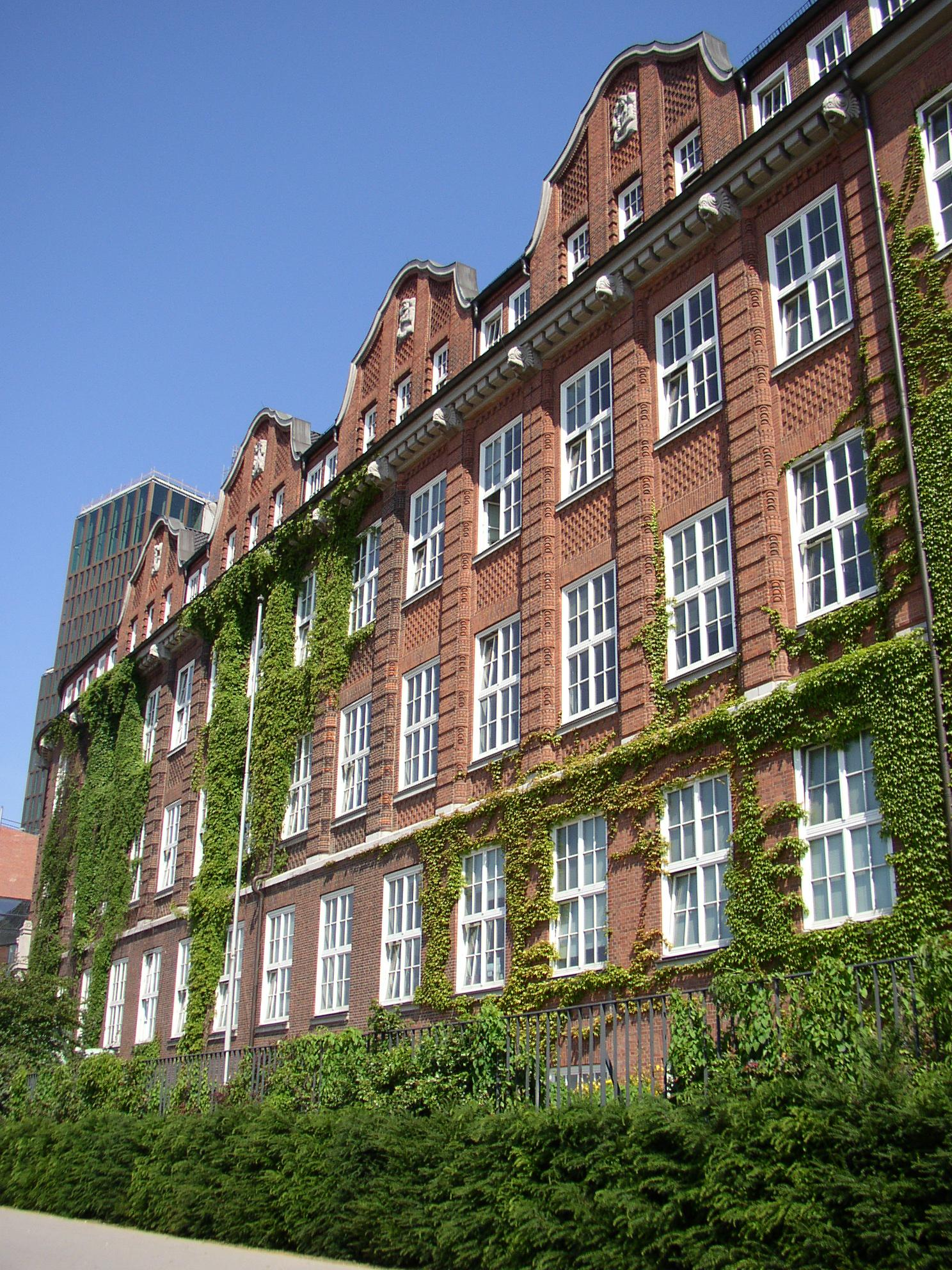
Bernhard-Nocht-Institut

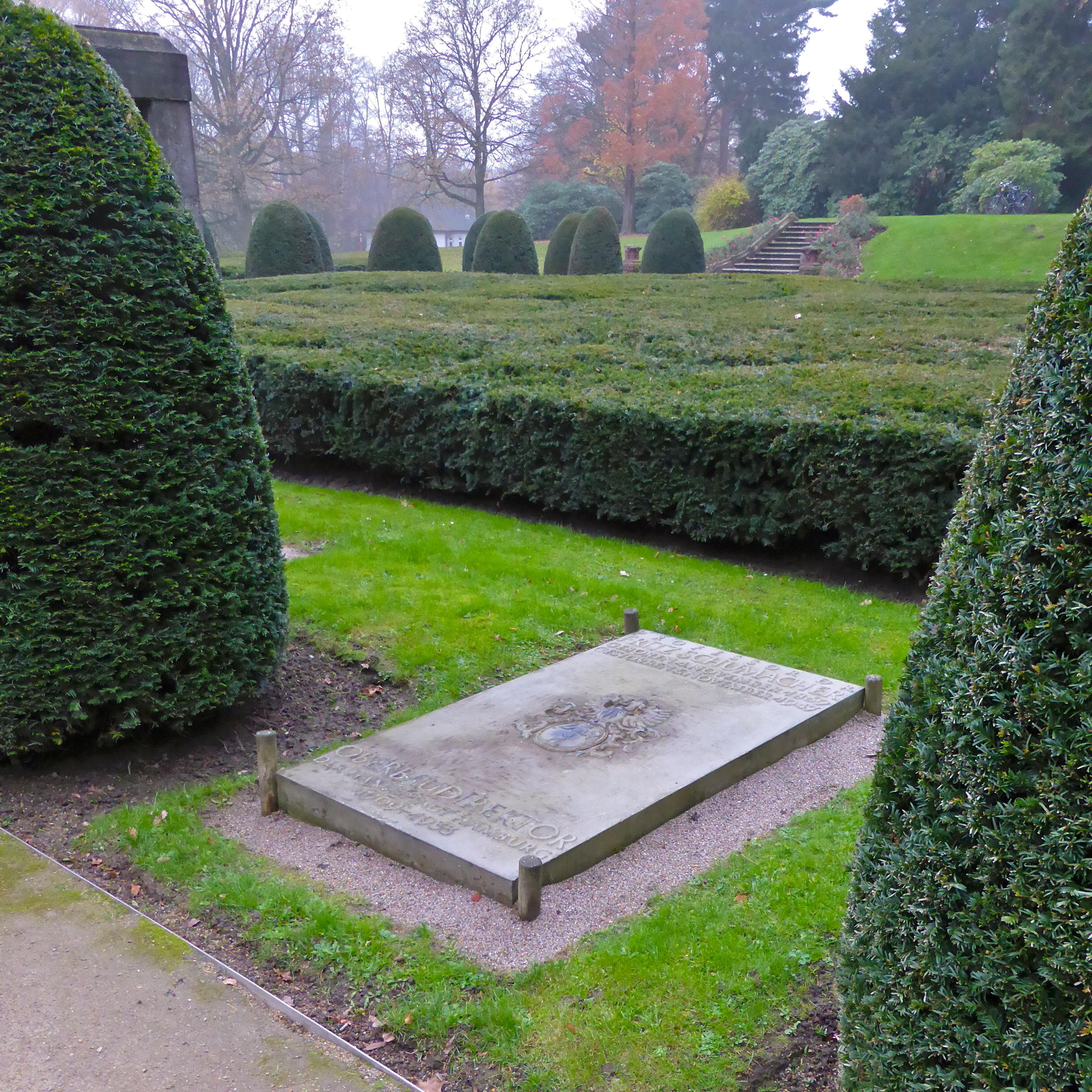
Fritz Schumachers Grab auf dem Friedhof Ohlsdorf

Hans Mackowsky würdigte bereits 1914 das Hamburger Werk Schumachers, er verneinte den regionalen, dem Heimatschutz nahestehenden Aspekt und betonte die technischen Eigenarten von Backstein und Klinker.
Nach einem Wettbewerbssieg wurde Schumacher in Hamburg beurlaubt und begleitete von 1920 bis 1923 als Beigeordneter und Stadtplaner unter Oberbürgermeister Konrad Adenauer die Stadtentwicklung Kölns, wo die Schleifung der Festungsringe die Anlage des Kölner Grüngürtels und der Lindenthaler Kanäle erlaubte. Nach seiner Rückkehr wurde er in Hamburg zum Oberbaudirektor ernannt.
1924 beteiligte er sich an der Großen Berliner Kunstausstellung mit dem Dresdener Krematorium und Backsteinbauten.
Das Hochbauamt wurde unter seiner Leitung ausgebaut und hatte schließlich über einhundert Mitarbeiter, die auch verantwortliche Planungsaufgaben übertragen bekamen. So lässt sich bei etlichen Schumacher zugeschriebenen Bauten der genaue Anteil am Entwurf nicht genau feststellen.
Mit seinem Kollegen Gustav Oelsner, der von 1924 bis 1933 in Altona Bausenator und Stadtbaurat war, arbeitete er eng zusammen. Ihre gemeinsamen Konzepte wirkten noch nach ihrer Entlassung 1933 fort und wurden von Konstanty Gutschow, der bereits unter Schumacher gearbeitet hatte, nach 1933 weiter verfolgt. Im Oktober 1945 beteiligte sich Schumacher an einer Diskussion zum Wiederaufbau und vertrat Grundsätze der Auflockerung und Durchgrünung des Stadtbildes.
Nach seinen Entwürfen entstanden etliche öffentliche Bauten, unter anderem die Finanzbehörde am Gänsemarkt, das Gewerbehaus am Holstenwall (heute Sitz der Handwerkskammer), der Erweiterungsbau des Gerichtsgebäudes am Sievekingplatz, das Untersuchungsgefängnis, die Justizbehörde in der Drehbahn, das Museum für Hamburgische Geschichte am Holstenwall, die Kapelle 13 und das Krematorium auf dem Friedhof Ohlsdorf, die Davidwache, das Lotsenhaus Seemannshöft, das Planetarium (ehemaliger Wasserturm) im Stadtpark, die Klinik Finkenau und das Bernhard-Nocht-Institut für Tropenmedizin sowie auch mehrere Grabmäler auf dem Friedhof Ohlsdorf, u. a. das für Alfred Lichtwark.
Zu Beginn der Zeit des Nationalsozialismus wurde Schumacher am 3. Mai 1933 durch die neuen Machthaber ohne Angabe von Gründen in den Ruhestand versetzt und durch Karl Köster (1878–1963) als Erster Baudirektor ersetzt, der aktiv die NS-Bauprojekte in Hamburg förderte. Am 15. Juli 1937 wurde Fritz Schumacher von Bernhard Rust, Reichs- und Preußischer Minister für Wissenschaft, Erziehung und Volksbildung, auf Beschluss von Hermann Göring und unter Mitwirkung von Albert Speer (alle NSDAP) als ordentliches Mitglied in die Preußische Akademie der Künste berufen. Schumacher war Mitglied der Reichsschrifttumskammer. Anlässlich seines 70. Geburtstages ehrte ihn Adolf Hitler 1939 mit der Goethe-Medaille. Von Konstanty Gutschow wurde Schumacher 1944 zu einer Tagung von Speers Arbeitsstab für den Wiederaufbau bombenzerstörter Städte nach Wriezen auf das Anwesen Arno Brekers eingeladen.
Schumacher blieb unverheiratet und lebte mit seinen beiden Schwestern in einem Haus. Von 1943 bis zu seinem Tode in einem Hamburger Krankenhaus lebte Schumacher in Lüneburg. Er wurde auf dem „Althamburgischen Gedächtnisfriedhof“, einem Teil des Friedhofs Ohlsdorf, in Ohlsdorf beigesetzt, direkt neben dem Grab des Kunsthallendirektors Alfred Lichtwark.

### Hamburgs Stadtplaner
In Hamburg betätigte sich Schumacher vor allem als Stadtplaner. Die zeitlichen Umstände waren in der wachsenden Großstadt vor dem 1. Weltkrieg durch einen dem Modernen gegenüber aufgeschlossenen Senat günstig. Das hamburgische Baupflegegesetz von 1912 war bereits durch Albert Erbe vorbereitet, wurde aber durch Schumachers Vorstellungen beeinflusst. Es setzte eine Baupflegekommission ein, die alle Neubauentwürfe begutachtete. Der Kommission gehörten Architekten, Bürger und Künstler an, die auf die gestalterische Qualität achtete. Hipp sieht darin eine maßgebliche Quelle der Disziplinierung und Konsensbildung.
Der Hamburger Stadtentwicklungsplan „Schemata der natürlichen und wirklichen Entwicklung des Organismus Hamburg“, den Schumacher 1919 vorstellte, zeigt die Entwicklungsachsen der Metropole auf, die auch heute noch Gültigkeit haben, dabei werden auch großzügige Grünzüge berücksichtigt, die das Bild der grünen Stadt geprägt haben.
Einzelne Maßnahmen seien hier als Beispiele genannt:
- Mönckebergstraße

Der Bau der Straße war beim Amtsantritt bereits weit fortgeschritten, Schumacher versuchte bei Vergabe der Bauplätze für die Randbebauung die Gestaltung der Gebäude mit zu bestimmen.

„Die Mönckebergstraße kann man als den letzten Versuch grossen Stiles bezeichnen, statt des verkrüppelten Großstadtdaches zu einer anständig entwickelten Dachform zu kommen. Es konnte an vielen Stellen zu keinem Erfolg geführt werden, und so kam es, dass sich das Motiv der rückspringenden Obergeschosse .... zum maßgebenden Motiv der weiteren in diese Straße eingebundenen Geschäftshausbauten wurde. Das sichtbare Dach verschwand und es entstand damit zugleich ein wirtschaftlich und formal klarer Typus, als das möglichst intensiv ausgebaute Dach ihn darstellte.“

Das einzige Bauwerk Schumachers im Zuge der Mönckebergstraße ist die Brunnenanlage mit dem kleinen tempelartigen Bau an dem Platz, an dem die Spitalerstraße schräg einmündet.
- Stadtpark Hamburg

Der Gedanke eines Volksparks für Hamburg geht zurück auf das späte 19. Jahrhundert. Alfred Lichtwark befürchtete die zunehmende Unbewohnbarkeit der Stadt beim Fehlen von Grünanlagen. 1903 kaufte die Stadt das Sierich’sche Gehölz in der Nähe der neu geplanten Wohnquartiere in Winterhude und weitere angrenzende Flächen. Der durchgeführte Gestaltungswettbewerb blieb ohne Sieger. Schumacher übernahm 1909 mit seinem Oberingenieur Ferdinand Sperber und dem Leiter des Gartenbauamtes Otto Linne die Strukturierung der Flächen und Gartenanlagen. Die Linie vom Wasserturm (heute: Planetarium Hamburg), der auf einen Entwurf des Dresdners Oskar Menzel zurückgeht, über die Spiel- und Liegewiese, die Kaskade, den Stadtparksee zur im Zweiten Weltkrieg ausgebombten Stadthalle wurde zur zentralen Hauptachse des Parks. Die Verbindung des Stadtparksees mit dem Goldbekkanal und der schiffbare Ausbau bis zum heutigen Wendebecken an der Stadthallenbrücke gehörte zu den Maßnahmen.
- Alsterkanalisierung

Nach dem Bau der Fuhlsbüttler Schleuse (1913) legte Schumacher ein Konzept zur Kanalisierung der Alster unterhalb dieser Schleuse bis nach Eppendorf vor. Es sah eine strenge architektonische Fassung durch Böschungsmauern, Terrassen und Becken vor, die im Bereich Alsterdorf teilweise erhalten sind. Das Ingenieurwesen der Stadt Hamburg hatte eine naturnahe Planung vorgesehen. Die Entwürfe wurden kontrovers diskutiert, Schumachers Ansatz wurde nur in Teilen umgesetzt.
Die Alsterkanalisierung war Teil des Schumacherschen Konzeptes für eine Alsterstadt, die ein attraktives Baugebiet für den gehobenen bürgerlichen Hausbau schaffen sollte und letztlich auch geschaffen hat.
- Fritz-Schumacher-Siedlung in Langenhorn

Die Siedlung entstand 1919 als Gartenstadtbeispiel, um mit einfachen Mitteln Wohnraum für Kriegsteilnehmer und -versehrte zu schaffen. Bis 1921 wurden von den geplanten 800 Wohnungen aufgrund der Baustoffmangelsituation lediglich 660 mit einer Wohnfläche von 75 – 80 m² und einem Gartenanteil von 650 m² fertiggestellt. Die außerhalb der Stadt als Doppelhäuser oder Reihenhäuser konzipierten Häuser gelten als frühe Stadtrandreihenhaussiedlung.
- Umgestaltung des Rathausmarktes

Die Umgestaltung des Rathausmarktes und Errichtung des Ehrenmals (1929–1932) waren ein lange gegen politische Widerstände verfolgtes Anliegen. Schumacher hatte die Absicht, das ursprüngliche Aussehen des Platzes wiederherzustellen, besonders die Reiterstatue von Wilhelm I. von Johannes Schilling war ihm ein Dorn im Auge. Der zunehmende Verkehr gab ihm dann die Möglichkeit, die Umsetzung des Denkmals zum Sievekingsplatz zu fordern. Die Erben des Bildhauers strengten dagegen einen Prozess an und unterlagen. Der geschaffene Raum führte zum Umgestaltung der Kleinen Alster mit dem Viertelrund und dem Ehrenmal, Bereits bei der Ausschreibung des Wettbewerbs für das Ehrenmal an der Kleinen Alster hatte Schumacher Ernst Barlach als Künstler vorgesehen.
Nach dem Ersten Weltkrieg entstanden in den von der U-Bahn erschlossenen Bereichen in Barmbek-Nord zahlreiche Wohnungen in einer vier- bis sechsgeschossigen Bauweise mit überwiegend zwei Wohnungen pro Treppenabsatz (Zweispänner) im Sinne des Reformwohnungsbaus. Die im Westen angrenzende Jarrestadt und das östlich gelegene Gebiet von Dulsberg wurden in einem Wettbewerb vergeben und in den 1920er Jahren zügig bebaut. Die Bauten wurden meist von Hamburger Architekten als Klinkerbauten ausgeführt. Schumacher selbst übernahm den Bau der erforderlichen Schulen und auch Polizeiwachen.

## Seine Bauten, sein Stil
Das Zusammenwirken aller Künste war Schumacher ein stetes Anliegen, und so bezog er bereits in der Entwurfsphase Bildhauer und Maler in die Ausgestaltung seiner Bauten ein. Kaum einer seiner Bauten entstand im Stillen, eine erörterungsfreudige Generation von Zeitgenossen publizierte alles Neue, man sah damals im Bauen einen wesentlichen Beitrag zur Reform der Kunst und damit des Lebens überhaupt.
Richard Kuöhl, der 1912 nach Hamburg kam und Schumacher von der Dresdner Hochschule kannte, übernahm als freier Künstler häufig die dekorative Ausgestaltung der Bauten mit Steinplastiken und vor allem mit Klinkerkeramik. Für etliche Bauten sind noch Brunnen erhalten, die ebenfalls von Kuöhl stammten.
1925 trat ein Programm zur Förderung und Unterstützung bildender Künstler in Hamburg in Kraft, die Schumacher dazu nutzte, bis
1933 etliche seiner Staatsbauten mit zeitgenössischer Kunst auszustatten. Die Künstler gehörten im Wesentlichen der Hamburgischen Sezession an.

### Museum für Hamburgische Geschichte

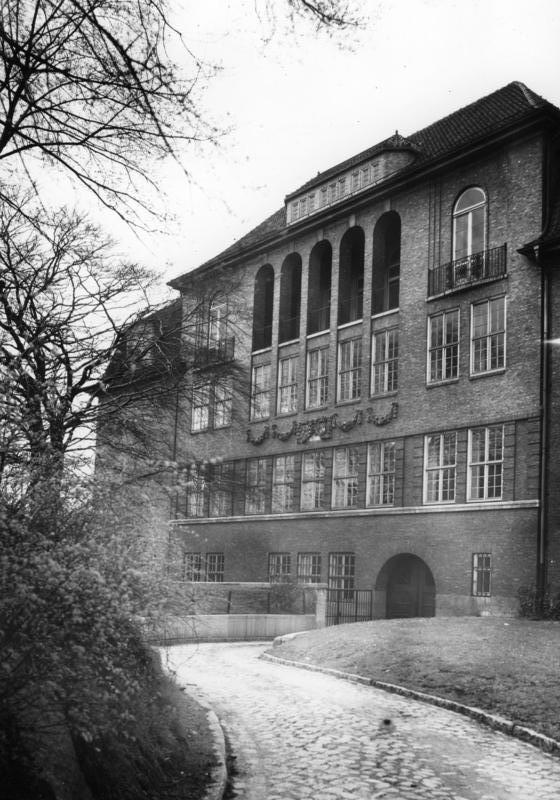
Museum für Hamburgische Geschichte, 1930

Das Museum für Hamburgische Geschichte (1913–1922) entstand auf einer Bastion der alten Wallanlagen an Stelle des nach Bergedorf verlegten Observatoriums, von dem das Zeitbüro und die Normaluhr zunächst erhalten blieben. Schumacher legte in der Konzeption großen Wert auf eine möglichst hohe Flexibilität der Ausstellungsräume um Veränderungen in der Sammlungsanordnung zu ermöglichen, für einige Sammlungen wurden Räume über zwei Stockwerke vorgesehen. verschiedene Sammlungsgegenstände – das Portal des alten Rathauses und andere Portale – wurden nicht in den Bau integriert, sondern vor Klinkerflächen angebracht. Der vorhandene alte Baumbestand wurde nach Möglichkeit geschont und beibehalten. Zum Holstenwall – dem Eingangsbereich – wurde der Bau höher ausgeführt, während die Flügelbauten mit drei Etagen niedriger gehalten sind. Der L-förmige Innenhof liegt teilweise über dem Erdgeschoss und wurde 1994 mit einer transparenten Gitterschale überdacht.

### Finanzdeputation am Gänsemarkt

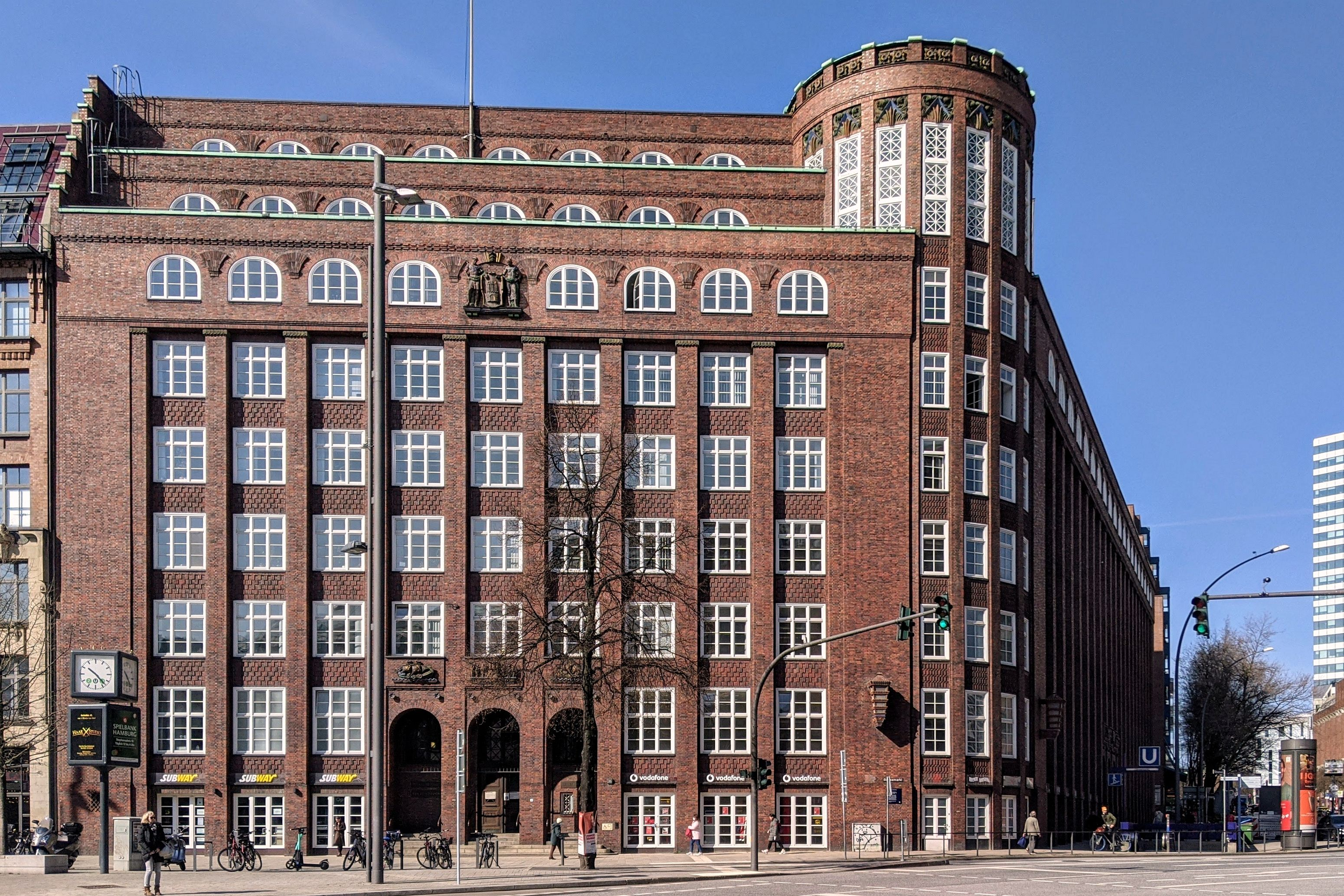
Finanzbehörde: Gesamtansicht

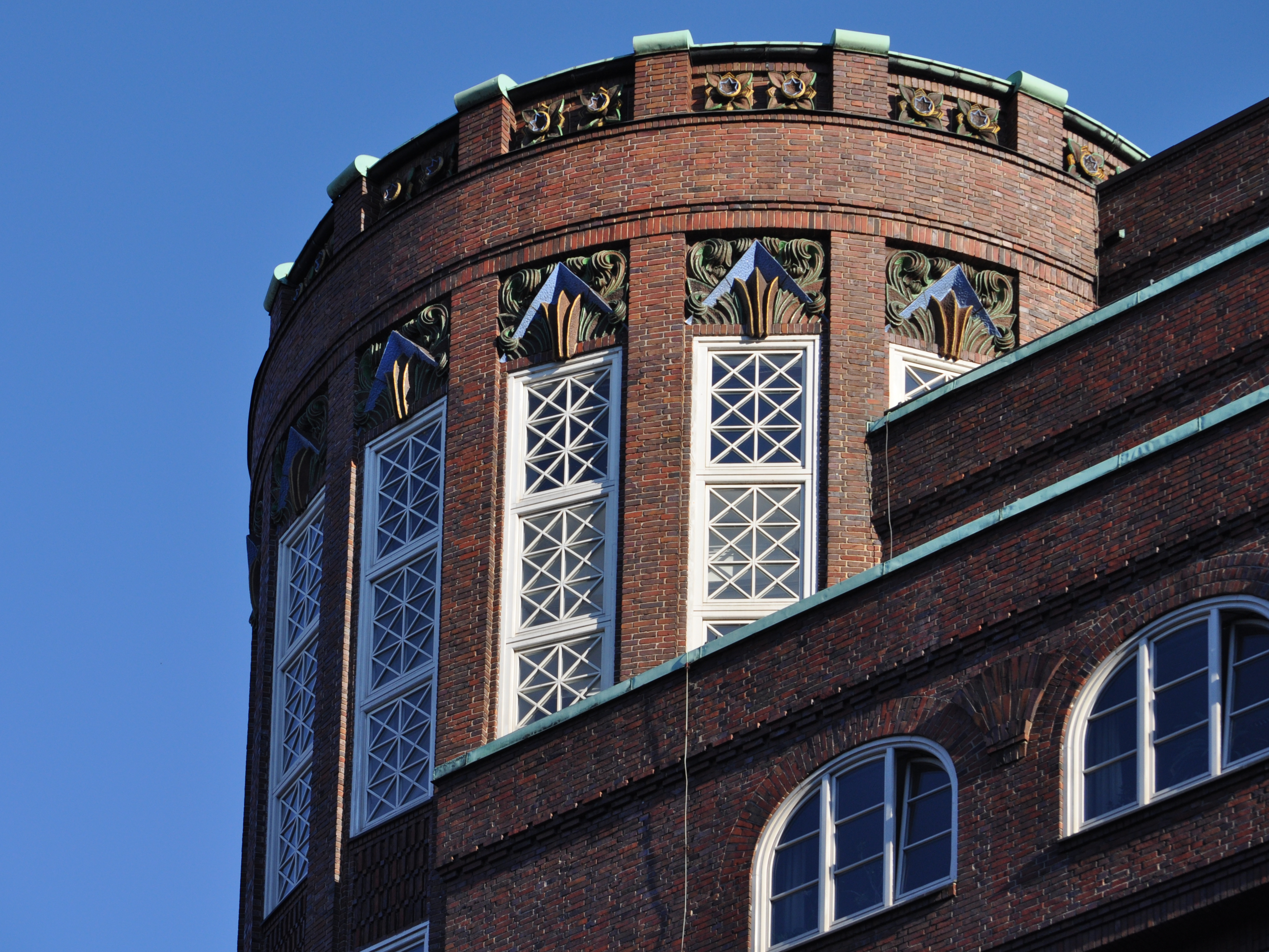
Finanzbehörde: Fassadendetail mit Keramikschmuck

Der Bau für die Finanzdeputation, in dem heute die Finanzbehörde ihren Sitz hat, zählt zu den flächenmäßig größten Bauten Schumachers. Auf einer Grundfläche von 3.100 m² entstanden 490 Räume mit einer Nutzfläche von 17.780 m². Der Bau wurde auch in Hinblick auf die herrschende Arbeitslosigkeit 1914 begonnen und stockte wegen der fehlenden Mittel im Ersten Weltkrieg und während der Inflationsjahre. 1923 wurden zur Bekämpfung der Arbeitslosigkeit weitere zwei Milliarden Mark genehmigt, wegen der Inflation wurde der Bau, der als eine Arbeitsbeschaffungsmaßnahme fortgesetzt werden sollte, im Dezember 1923 wieder eingestellt, da die inflationsbedingten Nachforderungen nicht mehr aufgebracht werden konnten. 1925 wurde mit der Fortsetzung der 1926 abgeschlossenen Arbeiten durch Oberbaurat Göbel begonnen.
Der mit Oldenburger Klinkern verblendete Stahlbetonbau trägt einen reichen Fassadenschmuck aus farbig emaillierter Keramik von Richard Kuöhl, mit dem Schumacher eng zusammenarbeitete.

### Stilwandel
Nach der Stabilisierung der Währung durch Einführung der Reichsmark 1924 konnten zahlreiche Bauten umgesetzt werden. In Schumachers Werken wird eine Zuwendung zur Stilrichtung des „Neuen Bauens“ erkennbar. Die von ihm bisher geplanten hohen Dachformen weichen zugunsten von Flachdächern, seine Bauten haben jetzt Fenster über die gesamten Treppenhäuser, die meist an den Gebäudeseiten liegen.

„Es ist wohl vielen Künstlern so gegangen, dass sie sich aus unbewussten Gründen nach dem Kriege künstlerisch anders ausdrückten wie vorher. […] Ich merkte mit einer Art innerem Staunen, dass ich eine neue Sprache beherrschte, in der ich nur mit den Mitteln der Gruppierung, der Proportion, der Lichtführung und der Farbe alles auszusprechen vermochte, was mir am Herzen lag.“

### Grundbuchhalle (1927–1930)

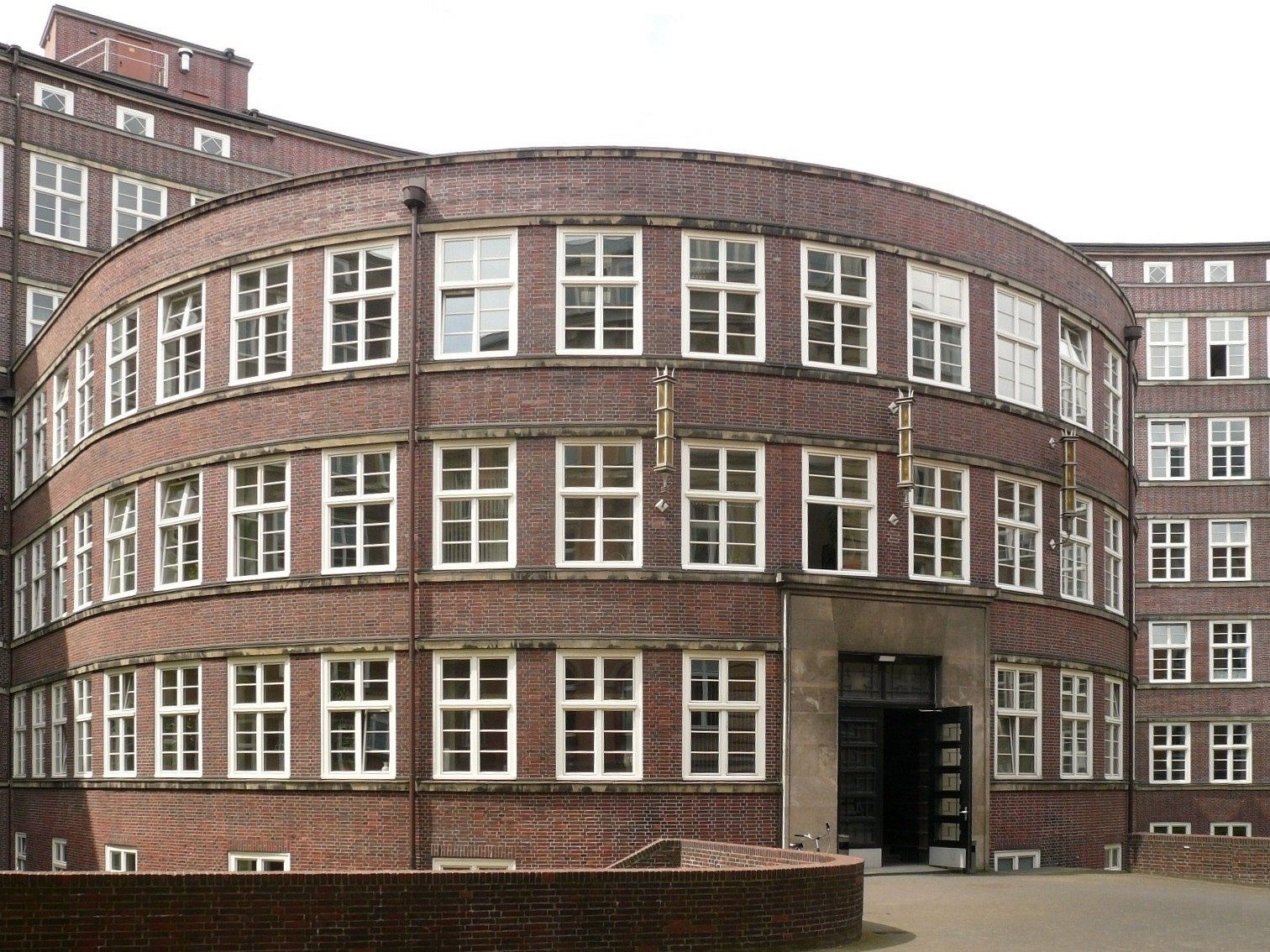
Grundbuchhalle

Das 1903 erbaute Ziviljustizgebäude bot nicht genügend Raum für die Rechtspflege der wachsenden Stadt. Der notwendige Anbau wurde nicht als Erweiterungsbau konzipiert, sondern stellt einen eigenen Bau dar, der mit zwei Übergängen mit dem bestehenden Bau verbunden wurde. Dem im Renaissancestil in gelbem Klinker ausgeführten Ziviljustizgebäude wurde so ein Kontrapunkt in dunklem Klinker hinzugefügt, der zu den Wallanlagen als Polygon ausgeführt wurde. An den beiden Ecken liegen zwei Treppenhäuser.
Im Innenhof liegt die als Rundbau ausgeführte Publikumshalle mit einem Lichthof um ein inneres Treppenhaus und Flure ausgeführt ist und von einem blauen Keramikbrunnen von Richard Kuöhl geschmückt wird. Vor dem Eingang ist eine Bronzeplastik des Bildhauers Albert Wöbcke (1896–1980) aufgestellt.
Das Gebäude besteht aus drei Abteilungen: Amtsgericht, Landgericht und Grundbuchamt. Im Landgerichtsabschnitt liegen die Diensträume des Präsidenten, die Arbeitsräume des Präsidianbetriebes, 16 Räume für die Kammervorsitzenden und acht Sitzungssäle;
im Amtsgerichtsbereich liegen weitere fünf Sitzungssäle.
Die Planungen begannen bereits 1912, der eigentlich Bau, den Schumacher als ein Sorgenkind bezeichnet wird 1927 wieder aufgenommen und 1930 fertiggestellt.

### Ein neuer Schultypus für Hamburg

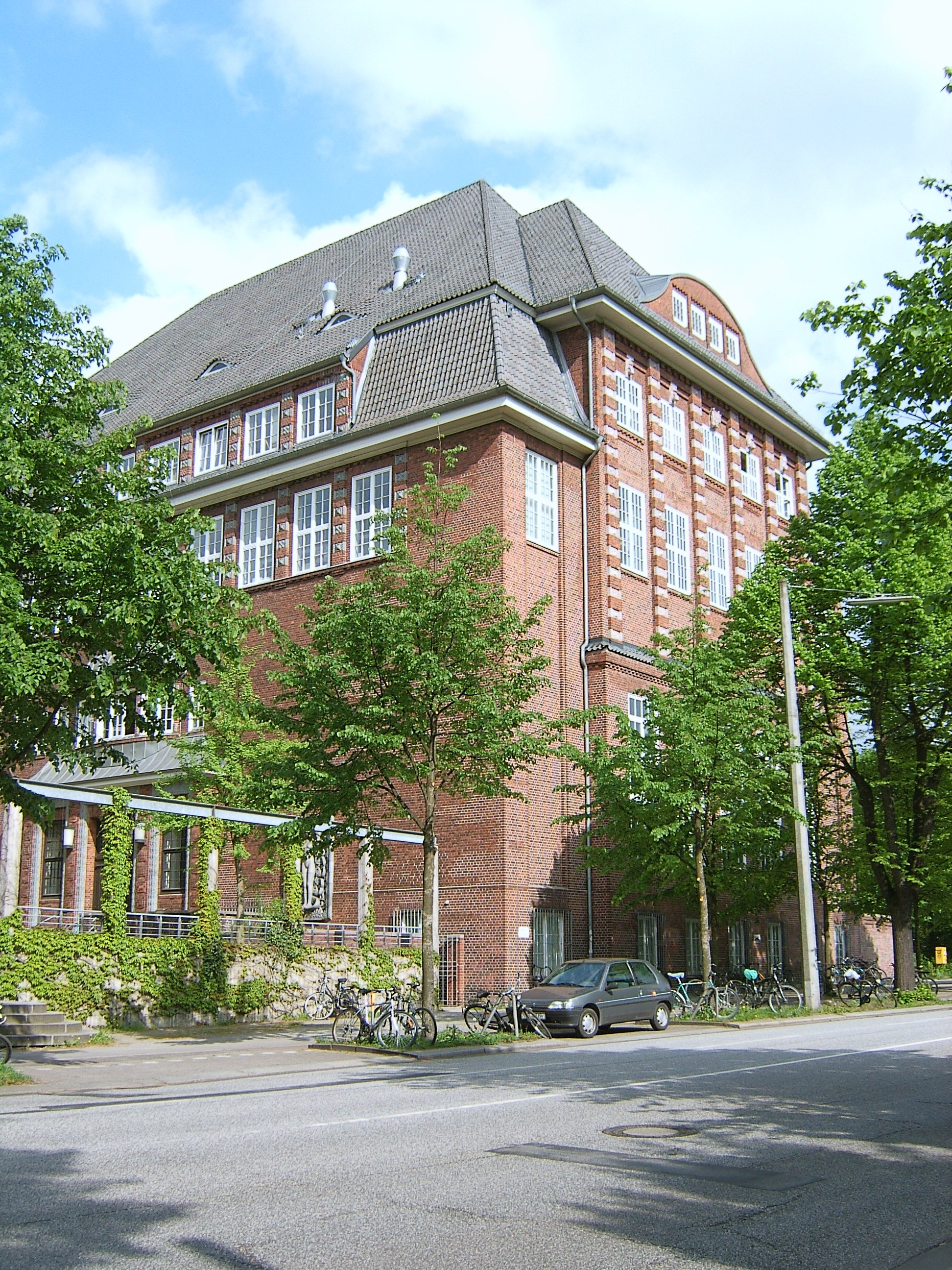
Teilansicht der Hochschule für bildende Künste Hamburg

Der Mangel an Schulen in Hamburg wurde in den späten 1920er Jahren offensichtlich. Er postulierte 1928 Einen neuen Schultypus für Hamburg, dessen Zielsetzung er formulierte: „Streben nach sachlicher Schlichtheit, das wirken will durch Dreierlei: Rhythmische Werte der Raumgestaltung im Inneren und Körpergestaltung im Äußeren, Farbe, Qualität der Arbeit an denjenigen Stellen. Wo die Funktion des Bauwerkes zu einer handwerklichen Detaillierung führt: ‚Reinlichkeit‘ in ästhetischen Dingen.“ Emil Krause, der zu dieser Zeit Schulsenator war, nahm auf die Gestaltung der Schulen nach Gesichtspunkten der Reformpädagogik Einfluss.
Aus der Sicht eines Reformpädagogen, der an der Schule Tieloh von 1920 bis 1930 und an der Meerweinschule von 1930 bis 1933 unterrichtet hatte, beschreibt Wilhelm Lamszus Fritz Schumachers Verdienste als Architekt und Städtebauer.
Die Umsetzung der reformpädagogischen Prinzipien machte Fachräume, Turnhallen, Aulen, Speiseräume, Lehrküche, Schulkindergarten, Arztzimmer, Zahn„klinik“, Musikräume, Elternsprechzimmer und – in einigen Vierteln – Kindergarten und Jugendheim notwendig. Dies brachte einen Raumzuwachs von über 60 %. Da die durchschnittliche Größe des Bauplatzes nur von 5000 m² auf 6000 m² wuchs, musste die Baumasse konzentriert werden. „Raumökonomie und Konstruktionsökonomie müssen sich die Hand reichen.“
- Zweiseitige Raumbebauung der Korridore
- Große Fenster in den Treppenhäusern und auf den Stirnseiten der Korridore zur Belichtung
- Abkehr von den typischen hohen Dachformen

Die Erhöhung der Baukosten lag wesentlich unter dem Zuwachs an Raum (die Kosten der Schulen mit Aula lagen im Durchschnitt bei 1,3 Millionen Reichsmark).
Schumacher plante etwa 30 Schulen in Hamburg:
- Hochschule für bildende Künste Hamburg am Lerchenfeld 2, erbaut zwischen 1911 und 1913
- Gelehrtenschule des Johanneums, Maria-Louisen-Straße 114, 1914 bezogen
- Schule Tieloh in Barmbek-Nord
- Oberrealschule für Mädchen an der Caspar-Voght-Straße (OCV), 1929–30 erbaut, seit 1989 Ballettschule des Hamburg Balletts
- Meerweinschule (heute "Stadtteilschule Winterhude"), Meerweinstraße 26–28, 1930 eröffnet
- Walddörfer-Gymnasium, Im Allhorn 45, 1930 eröffnet
- Heutige Ida-Ehre-Schule, Haus 1 Bogenstraße 34, 1934 fertiggestellt.[39]

### Krematorium Ohlsdorf

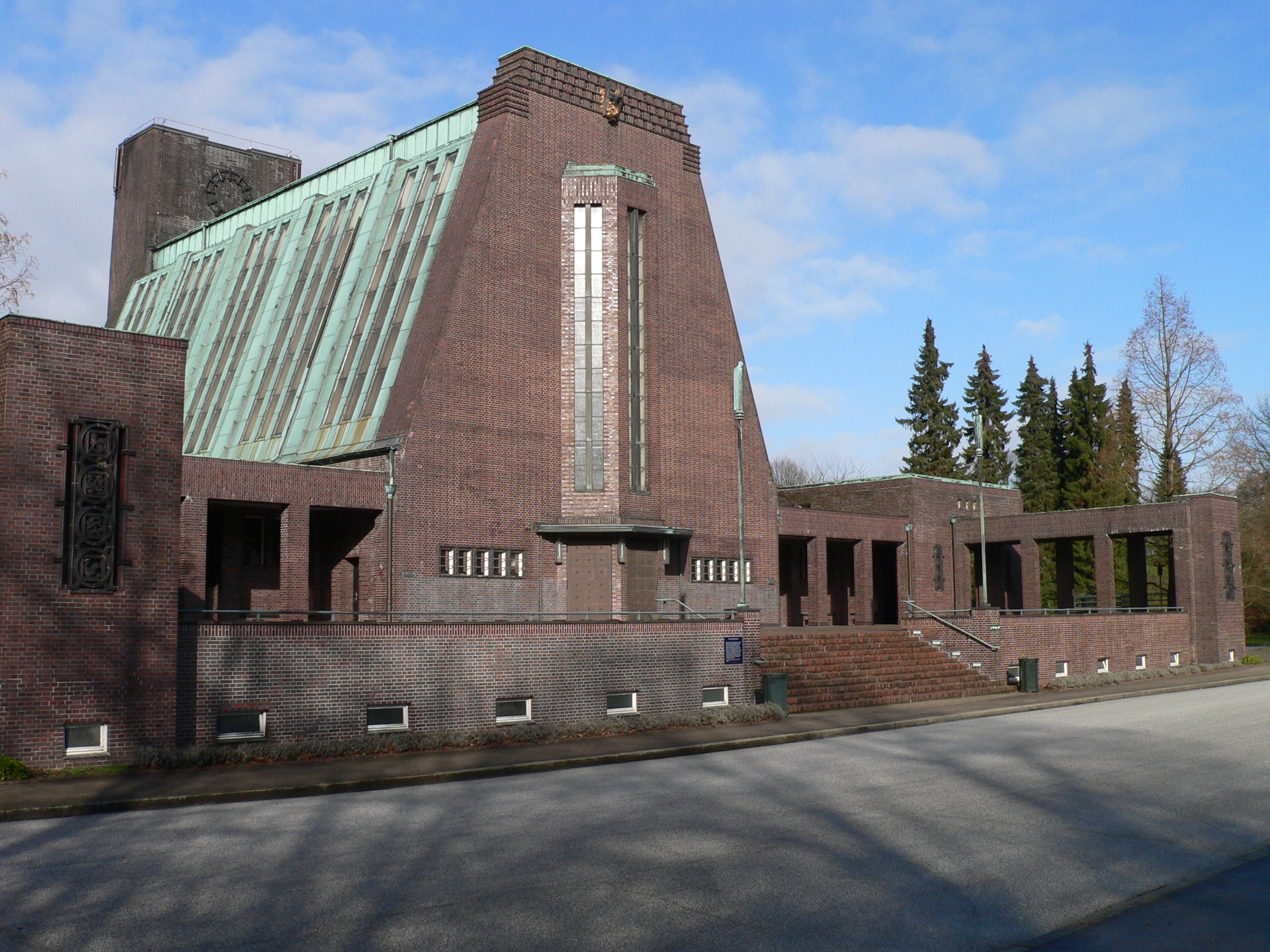
Das „neue“ Krematorium (2007)

Das „neue“ Krematorium im Friedhof Ohlsdorf, 1930–1932 als Ersatz für das Krematorium an der Alsterdorfer Straße errichtet, wurde zu Schumachers letztem öffentlichen Bau. Es liegt im westlichen Teil des Friedhofs und gruppiert sich um eine hohe zentrale Feierhalle, die mit einem steilen Schrägdach versehen ist. Parabelförmige Betonstützen geben dem Innenraum einen sakralen Charakter. Der Raumeindruck wird geprägt von den von Ervin Bossányi entworfenen 37 Buntglasfenstern (9 m hoch).
Auf der Musikempore stehen auf hohen Holzsäulen zwei Trauernde (Mandolinenspielerinnen) des Bildhauers Karl Opfermann. Sie korrespondieren mit den beiden schlanken Bronzeplastiken leicht vornübergebeugter Trauernder von Ludwig Kunstmann außen am Treppenaufgang auf hohen kannelierenden Bronzesäulen.

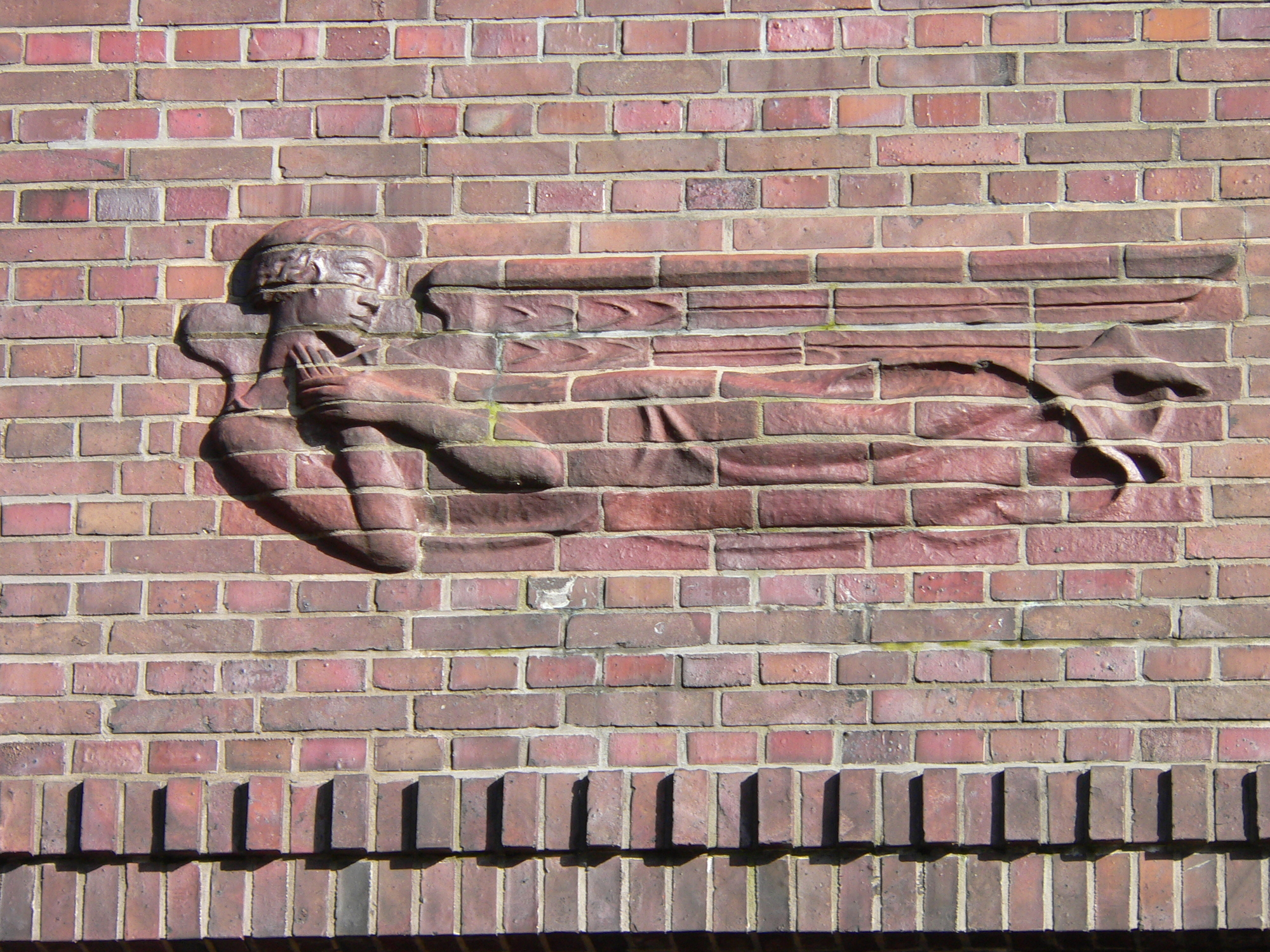
Engelrelief am Krematorium

Der Bau liegt auf einem im gleichen dunklen Klinker ausgeführten Sockel. Der gesamte Bauschmuck mit Keramik wurde wiederum von Richard Kuöhl ausgeführt. Bemerkenswert ist die Großplastik des schwebenden Engels, die aus speziell geformten Klinkern zusammengesetzt ist.
Schumacher äußert sich Ende 1932 in einem Brief an seinen Bruder Hermann:

„In der zweiten Januarwoche wird mein Krematorium übergeben, nach 8-jähriger Arbeit. Es wird mein letzter großer Bau sein und zugleich der persönlichste unter allem, was ich gebaut habe. Ich kann in ihm das Gleiche zeigen, womit ich in Dresden meine Tätigkeit begann, daß meine stärkste Neigung nach der Seite des Sakralen liegt.“

Der eigentliche Kremierungsvorgang blieb im Verborgenen und ausgegrenzt. Der Schornstein hat eine turmähnliche Struktur erhalten. Durch einen Geländeversprung können die technischen Räume mit den Verbrennungsöfen von der Fuhlsbüttler Straße ebenerdig erreicht werden.
Im Zweiten Weltkrieg wurden Tausende Opfer aus den Hamburger Konzentrationslagern hier eingeäschert.
Der Bau wurde 1952 um eine weitere Feierhalle ergänzt, diese Feierhalle „C“ war mit Glasfenstern von Alfred Mahlau ausgestattet.
Die gesamte Anlage wurde 2010 renoviert und 2011 als „Bestattungsforum“ wieder eröffnet.

## Werk
Das Werkverzeichnis liegt in einer separaten Liste von Werken Fritz Schumachers. Die Schumacher-Gesellschaft listet in ihrem Werkkatalog 356 Werke auf.

### Werkbegleitende Schriften
Die Arbeiten Schumachers wurden von ihm selbst dokumentiert. Er verfasste in drei Bänden eine Dokumentation seiner „Staatsbauten“, in denen die Aufgabenstellung, die Besonderheiten des Geländes und die Raumaufteilung erläutert wurden. Ergänzt wurden diese um Aufnahmen. Zum Nachlass gehörten rund 1.200 Fotografien, die von den Gebrüdern Adolf und Carl Dransfeld, die ihr Fotoatelier 1902 in Berlin gegründet hatten und 1904 nach Hamburg umzogen, kurz nach der Fertigstellung aufgenommen wurden und die als Glasnegative vorliegen.
1919 erschien in Zusammenarbeit mit dem Lübecker Karl Schaefer, der in Lübeck Denkmalpfleger war und als Direktor das St.-Annen-Museum seit 1911 leitete, der erste Band der Staatsbauten.
Der dritte Band wurde von ihm nach seiner Entlassung konzipiert. Die Staatsbauten wurden in neuerer Zeit neu aufgelegt und um Beschreibungen des aktuellen Zustandes unter denkmalschützerischen Aspekten ergänzt.
Er betont in seinen Schriften, seinen Ehrgeiz, nicht nur dem Kulturzweck des Gebäudes Rechnung tragen zu müssen, sondern auch der Natur, also der Umgebung des Bauplatzes. Die Begründung gibt er auch in seiner Darstellung der Gebäude, beispielsweise in den Staatsbauten.

### Schriften
- Im Kampfe um die Kunst. Beiträge zu architektonischen Zeitfragen. J. H. Ed. Heitz, Straßburg 1899
- Streifzüge eines Architekten. Gesammelte Aufsätze. Diederichs, Jena 1907 (Digitalisat).

- "Ausblicke für die kunsttechnische Zukunft unseres Volkes", Vortrag (gehalten im Juni 1916 in Hamburg und am 9. Oktober 1916 in Bremen). Gustav Kiepenheuer Verlag, Weimar 1916.
- Kriegs-Gedächtnis-Male. 1916 (Deutsche Kunst und Dekoration 38. Jahrgang, Heft 19, August 1916 S. 335-351).
- Kulturpolitik. Neue Streifzüge eines Architekten. Diederichs, Jena 1920 (Digitalisat).
- Das Wesen des neuzeitlichen Backsteinbaues. Callwey, München 1917 (Nachdruck: Ziegel-Zentrum Nordwest e. V., Essen (Hrsg.), 1985, ISBN 3-7667-0775-2).
- Wie das Kunstwerk Hamburg nach dem großen Brande entstand : ein Beitrag zur Geschichte des Städtebaus (= Veröffentlichungen des Vereins für Hamburgische Geschichte). Christians, Hamburg 1920.
- mit Wilhelm Arntz: Köln, Entwicklungsfragen einer Großstadt. 1923 (Darstellung der Kölner Planungen).
- Das bauliche Gestalten. 4. Auflage. Gebhardt, Leipzig 1926 (Nachdruck: Birkhäuser, Basel / Berlin / Boston 1991, ISBN 3-7643-2611-5).
- Ein Volkspark. Dargestellt am Hamburger Stadtpark. Georg D.W.Callwey, München 1928.
- Plastik im Freien. Versuche im Betrachten von Kunstwerken. Herausgegeben von der Oberschulbehörde Hamburg. Druckerei-Gesellschaft Hartung und Co, Hamburg 1928.
- Entwicklung des Städtebaus. In: Gustav Abb (Hrsg.): Aus fünfzig Jahren deutscher Wissenschaft. Die Entwicklung ihrer Fachgebiete in Einzeldarstellungen. de Gruyter, Berlin 1930, S. 469–478.
- Das Werden einer Wohnstadt. Georg Westermann, Hamburg 1932 (wroc.pl – Nachdruck: Christians, 1984, ISBN 3-7672-0866-0).
- Stufen des Lebens. Deutsche Verlagsanstalt, Stuttgart/Berlin 1935 (Autobiografie).
- Der Geist der Baukunst. Deutsche Verlagsanstalt, Stuttgart/Berlin 1938 (Nachdruck: Deutsche Verlagsanstalt, Stuttgart 1983, ISBN 3-421-02596-7).
- Probleme der Großstadt. Seemann, Leipzig 1940, DNB 362695504.
- Erziehung durch Umwelt. Trautmann, Hamburg 1947, DNB 454521855.
- Wandlungen im Bühnenbild (= Hamburger Theaterbücherei. Band 1). Toth, Hamburg 1948, DNB 454521987.
- Selbstgespräche – Erinnerungen und Betrachtungen. Springer, Hamburg 1949.

## Fritz-Schumacher-Gesellschaft
Die Fritz-Schumacher-Gesellschaft e. V. wurde auf Initiative von Hamburger und Dresdner Persönlichkeiten 1994 in Dresden gegründet. Sie befasst sich mit wissenschaftlichen Fragestellungen und praxisorientierten Themen aus dem Bereich der Baukultur mit besonderem Bezug zum Wirken Schumachers.

## Fritz-Schumacher-Institut
Das 2003 gegründete Institut ist eine Einrichtung der Fritz-Schumacher-Gesellschaft e. V. und (bis 2013) der Hochschule für bildende Künste Hamburg. Neben dem Aufbau einer Bibliothek mit den Schriften, Plänen und Fotografien von Schumacher sollen hier Projekte im Umfeld der Stadtentwicklung und Regionalentwicklung gefördert werden. Nach Gründung der HafenCity Universität Hamburg im Jahr 2006 hat sich das Institut erfolglos bemüht, ein An-Institut dieser jungen Universität zu werden.

## Fritz-Schumacher-Zentrum e. V. (FSZ)
Das Fritz-Schumacher-Zentrum wurde im Mai 2023 u. a. von ehemaligen Mitarbeiterinnen und Mitarbeitern des Fritz-Schumacher-Instituts gegründet und ist eine Vereinigung zur Förderung der Baukultur mit Sitz in der Wendenstraße 45 in 20097 Hamburg.
Schwerpunkt des FSZ ist die Förderung der Forschung und Wissenschaft im Bereich von Baukulturgeschichte unter besonderer Berücksichtigung des Schaffens und Wirkens von Oberbaudirektor Fritz Schumacher in Hamburg und seiner Ideen und theoretischen Abhandlungen zur Reform der Großstädte sowie des Schul- und Wohnungswesen.
Das FSZ möchte das öffentliche Interesses an Baukultur und das Bewusstseins für die Bedeutung der Pflege und den Erhalt baukultureller Überlieferungen stärken und unterstützt und fördert daher wissenschaftliche und studentische Projekte, insbesondere von Promotions-, Bachelor- und Masterarbeiten. Durch Ausstellungen und Publikationen werden dann die Ergebnisse veröffentlicht.